# Guiting Power
Guiting Power – wieś w Anglii, w hrabstwie Gloucestershire. Leży 27 km na wschód od miasta Gloucester i 129 km na zachód od Londynu.